# Graham Payn
Graham Payn (* 25. April 1918 in Pietermaritzburg, Südafrika; † 4. November 2005 in der Schweiz) war ein südafrikanisch-britischer Schauspieler, Komiker und Sänger.
Schon mit 13 spielte er im Palladium den Curly in Peter Pan. 1932 trat er in Noël Cowards Revue Words and Music und in der Folgezeit in Pantomimen, Theaterstücken und Musicals auf. 1948 traf er für Tonight at 8:30 wieder auf Coward, der extra für Payn Rollen in seine folgenden West-End-Musicals Pacific 1860 und Ace of Clubs schrieb. Er wurde mit der Zeit zum Co-Regisseur und Regisseur von Cowards Stücken. Bis zu Cowards Tod 1973 lebten beide miteinander in einer Lebenspartnerschaft; die letzten Jahre verbrachten sie in Jamaika und in der Schweiz, wo Payn fortan lebte.

## Filmografie (Auswahl)
- 1969: Charlie staubt Millionen ab (The Italian Job)